# Herbulotia lapalmae
Herbulotia lapalmae là một loài bướm đêm trong họ Geometridae.